# Elisabeth van Wouwe
Elisabeth van Wouwe (ook van Wauwe) was een religieuze dichteres uit Antwerpen die leefde van het einde van de zeventiende eeuw tot het midden van de achttiende eeuw. Ze was lid van de religieuze gemeenschap van de apostolinnen (Congregatie der Onbevlekte Ontvangenis) die in Antwerpen was gesticht door Agnes Baliques. In 1708 publiceerde ze een geestelijk liedboekje.
Haar Gheestelyck maeghden-tuyltjen omvat honderd liederen, bedoeld voor vrouwen in religieuze gemeenschappen die tijdens hun handenarbeid de behoefte hadden om geestelijke liedjes te zingen. De onderwerpen van de liederen zijn: het leven, het lijden en de dood van Jezus Christus, heiligen en leerstellingen van de katholieke kerk.

## Werk van Elisabeth van Wouwe
- Het gheestelyck maeghden-tuyltjen toe-geeigent aen alle Godt-soeckende maeghden. Antwerpen, weduwe van Coenraed Pannes [Elisabeth Joosens], 1708. Online op Google Books, of in platte tekst op de Digitale Bibliotheek voor de Nederlandse Letteren.
  - Een heruitgave in Antwerpen, Hendrik Thieullier, 1716. Online op Google Books.
  - Een heruitgave in Antwerpen, weduwe van Hendrik Thieullier [Anna de Cock], 1722. Online op Google Books.
  - Een heruitgave in Antwerpen, weduwe van Hendrik Thieullier [Anna de Cock], 1743.